# Palmela
Palmela is een gemeente in het Portugese district Setúbal.
De gemeente heeft een totale oppervlakte van 466 km² en telde 53.353 inwoners in 2001.

## Plaatsen in de gemeente
- Marateca
- Palmela
- Pinhal Novo
- Poceirão
- Quinta do Anjo